# Studio sui Cirripedi
Lo studio sui Cirripedi, condotto da Charles Darwin tra il 1846 e il 1854, rappresenta un contributo fondamentale alla tassonomia e alla biologia evolutiva del XIX secolo. Questo lavoro si colloca tra la stesura dei quaderni sulla trasmutazione delle specie e la pubblicazione di L'origine delle specie (1859), e spesso è stato interpretato come una digressione rispetto alle sue riflessioni sull'evoluzione. Tuttavia, contestualizzato all'interno degli interessi giovanili di Darwin, come gli studi sugli invertebrati marini durante il periodo di Edimburgo e il viaggio a bordo del Beagle, lo studio sui Cirripedi appare meno anomalo e più coerente con le sue indagini scientifiche.

## Contesto e motivazioni
Darwin sviluppò il suo interesse per la zoologia degli invertebrati grazie all'influenza di Robert Edmond Grant durante gli anni universitari. Successivamente, durante il viaggio del Beagle, osservò e raccolse numerosi organismi marini. Nel 1835, nelle isole Chonos al largo del Cile, scoprì un cirripede parassita sepolto in una conchiglia di mollusco. Questo organismo, inizialmente identificato come un membro dei Balanidi, si rivelò unico per la mancanza di guscio e il comportamento parassitario, catturando l'interesse di Darwin.
Il lavoro sui Cirripedi iniziò con l'analisi di un esemplare sudamericano, denominato Cryptophialus minutus. Darwin intendeva inizialmente descrivere solo questa specie anomala, ma il bisogno di confronti lo portò a esaminare numerosi generi, estendendo il progetto a una monografia completa sull'intero sottogruppo.

## Contributo alla tassonomia e biologia evolutiva
Lo studio sui Cirripedi permise a Darwin di affrontare temi cruciali per la storia naturale del XIX secolo, utilizzando approcci avanzati come l'embriologia comparata e la morfologia anatomica. Tra i risultati principali:
- Riorganizzazione sistematica: I Cirripedi, precedentemente classificati come Molluschi da Linneo e Cuvier, furono ricollocati tra gli Artropodi grazie a studi sullo sviluppo larvale, confermando la loro appartenenza ai Crostacei.[1]
- Applicazione dell'embriologia: Seguendo i principi di Karl Ernst von Baer e Henri Milne-Edwards, Darwin utilizzò l'embriologia per stabilire omologie e relazioni filogenetiche tra specie, dimostrando la discendenza comune attraverso modificazioni evolutive.[1]
- Scoperta della sessualità nei Cirripedi: Darwin osservò una peculiare organizzazione sessuale, con specie ermafrodite che ospitavano maschi complementari, fornendo un esempio unico di transizione evolutiva da ermafroditismo a sessi distinti.[1]
- Variazioni intra-specifiche: Il lavoro evidenziò la variabilità morfologica all'interno delle specie, anticipando le sue riflessioni sull'origine e il concetto di specie.[1]

## Pubblicazione
Lo studio fu pubblicato in diversi volumi:
- Cirripedi viventi
  -  Living Cirripedia, A monograph on the sub-class Cirripedia, with figures of all the species. The Lepadidæ; or, pedunculated cirripedes, vol. 1, 1851.
  -  Living Cirripedia, The Balanidæ, (or sessile cirripedes); the Verrucidæ, vol. 2, 1854.
- Cirripedi fossili
  -  Fossil Cirripedia of Great Britain: A monograph on the fossil Lepadidae, or pedunculated cirripedes of Great Britain, vol. 1, 1851.
  -  A monograph on the fossil Balanidæ and Verrucidæ of Great Britain, vol. 2, 1854.

## Impatto e riconoscimenti
Le monografie di Darwin, Living Cirripedia (1851 e 1854), fornirono una revisione tassonomica che rimase un punto di riferimento per decenni. La meticolosità del suo lavoro gli valse, nel 1853, la Medaglia Reale della Royal Society di Londra. Questo studio non solo affinò le sue competenze in anatomia comparata e nomenclatura scientifica, ma costituì un banco di prova per le sue idee evolutive, dimostrando la potenza esplicativa della teoria della discendenza con modificazioni.

## Eredità scientifica
Lo studio sui Cirripedi rappresenta un esempio paradigmatico del metodo scientifico di Darwin, che integrava osservazioni dettagliate con solide basi teoriche. Il suo lavoro influenzò profondamente la sistematica e la biologia evolutiva, anticipando molte delle tematiche sviluppate ne L'origine delle specie.

## Edizioni
- (EN) Charles Darwin, A monograph of the sub-class Cirripedia, with figures of all the species. The Lepadidæ; or, pedunculated cirripedes, vol. 1, London, The Ray Society, 1851.
- (EN) Charles Darwin, A monograph on the sub-class Cirripedia, with figures of all the species. The Balanidæ, (or sessile cirripedes); the Verrucidæ, etc. etc. etc., vol. 2, London, The Ray Society, 1854.
- (EN) Charles Darwin, A monograph on the fossil Lepadidæ, or pedunculated cirripedes of Great Britain, vol. 1, London, Palæontographical Society, 1851.
- (EN) Charles Darwin, A monograph on the fossil Balanidæ and Verrucidæ of Great Britain, vol. 2, London, Palæontographical Society, 1854.